# Oenotrichia maxima
Oenotrichia maxima là một loài thực vật có mạch trong họ Dennstaedtiaceae. Loài này được (E. Fourn.) Copel. miêu tả khoa học đầu tiên năm 1929.